# Zodariellum sytchevskajae
Zodariellum sytchevskajae là một loài nhện trong họ Zodariidae.
Loài này thuộc chi Zodariellum. Zodariellum sytchevskajae được Nenilin & Fet miêu tả năm 1985.